# Dmitri Sharafutdinov
Dmitri Sharafutdínov –en ruso, Дмитрий Шарафутдинов– (Sverdlovsk, URSS, 16 de septiembre de 1986) es un deportista ruso que compitió en escalada, especialista en la prueba de bloques.
Ganó tres medallas de oro en el Campeonato Mundial de Escalada entre los años 2007 y 2012, y dos medallas en el Campeonato Europeo de Escalada, plata en 2013 y bronce en 2006.

## Palmarés internacional
| Campeonato Mundial | Campeonato Mundial       | Campeonato Mundial | Campeonato Mundial |
| Año                | Lugar                    | Medalla            | Prueba             |
| ------------------ | ------------------------ | ------------------ | ------------------ |
| 2007               | Avilés (España)          | Medalla de oro     | Bloques            |
| 2011               | Arco (Italia)            | Medalla de oro     | Bloques            |
| 2012               | París (Francia)          | Medalla de oro     | Bloques            |
| Campeonato Europeo |                          |                    |                    |
| Año                | Lugar                    | Medalla            | Prueba             |
| 2006               | Ekaterimburgo (Rusia)    | Medalla de bronce  | Dificultad         |
| 2013               | Eindhoven (Países Bajos) | Medalla de plata   | Bloques            |